# Crédit Agricole (kerékpárcsapat)
Az Crédit Agricole (UCI csapatkód: C.A) egy francia profi kerékpárcsapat, támogatójuk a Crédit Agricole nevű francia bank.

## Keret (2008)
| Név                 | Születési dátum      | Nemzetiség         |
| ------------------- | -------------------- | ------------------ |
| Eric Berthou        | 1980. január 23.     | Franciaország      |
| Bodrogi László      | 1976. december 11.   | Magyarország       |
| William Bonnet      | 1982. június 25.     | Franciaország      |
| Alekszandr Bocsarov | 1975. február 26.    | Oroszország        |
| Pietro Caucchioli   | 1975. február 26.    | Olaszország        |
| Jimmy Engoulvent    | 1979. december 7.    | Franciaország      |
| Angelo Furlan       | 1977. június 21.     | Olaszország        |
| Simon Gerrans       | 1980. május 16.      | Ausztrália         |
| Patrice Halgand     | 1974. március 2.     | Franciaország      |
| Sébastien Hinault   | 1974. február 11.    | Franciaország      |
| Jonathan Hivert     | 1985. március 23.    | Franciaország      |
| Jeremy Hunt         | 1974. március 12.    | Egyesült Királyság |
| Thor Hushovd        | 1978. január 18.     | Norvégia           |
| Christophe Kern     | 1981. január 18.     | Franciaország      |
| Ignatas Konovalovas | 1985. december 8.    | Litvánia           |
| Christophe Le Mével | 1980. szeptember 11. | Franciaország      |
| Cyril Lemoine       | 1983. március 3.     | Franciaország      |
| Jean-Marc Marino    | 1983. augusztus 15.  | Franciaország      |
| Maxime Méderel      | 1980. szeptember 19. | Franciaország      |
| Rémi Pauriol        | 1982. április 4.     | Franciaország      |
| Gabriel Rasch       | 1976. április 8.     | Norvégia           |
| Mark Renshaw        | 1982. október 22.    | Ausztrália         |
| Nicolas Roche       | 1984. július 3.      | Írország           |
| Pierre Rolland      | 1986. október 10.    | Franciaország      |
| Julien Simon        | 1985. október 4.     | Franciaország      |
| Yannick Talabardon  | 1981. július 6.      | Franciaország      |